# Paraflabellula
Paraflabellula – rodzaj ameb należących do supergrupy Amoebozoa w klasyfikacji Cavaliera-Smitha.
Należą tutaj następujące gatunki:
- Paraflabellula hoguae (Sawyer 1975)[1]
- Paraflabellula reniformis (Schmoller, 1964)[3]